# Esteban Valencia
Esteban Valencia (Santiago, 8 de janeiro de 1972) é um treinador e ex-futebolista chileno que atuava como atacante. Atualmente está sem clube.

## Carreira
Esteban Valencia integrou a Seleção Chilena de Futebol na Copa América de 1995, 97 e 99.